# Hurrikan Howard (2004)
Hurrikan Howard war ein kraftvoller Hurrikan der Kategorie 4 auf der Saffir-Simpson-Hurrikan-Windskala, der an der Küste Niederkaliforniens und im Süden von Kalifornien zu starkem Wellengang führte. Der achte benannte tropische Wirbelsturm der Pazifischen Hurrikansaison 2004 entstand am 30. August vor der Küste Mexikos aus einer tropischen Welle. Der Sturm wurde kontinuierlich Stärke und erreichte seine größte Intensität am 2. September mit andauernden einminütigen Windgeschwindigkeiten von 220 km/h. Niedrigere Wasseroberflächentemperaturen verursachten kurz darauf die Abschwächung des Hurrikans, der am 4. September zum tropischen Sturm abgestuft wurde und sich am nächsten Tag zu einem Resttief ohne Konvektion zurückbildete, das noch weitere fünf Tage bestand, bis es sich über dem offenen Wasser des Pazifiks auflöste.
Obwohl der Sturm nicht über Land zog, verursachte Hurrikan Howard deutliche Überflutungen auf der Halbinsel Niederkalifornien, wodurch dutzende von Häusern und landwirtschaftliche Nutzflächen geschädigt wurden. Howard erzeugte an der niederkalifornischen Küste rund fünfeinhalb Meter hohe Wellen; in Kalifornien erreichten die Wellen eine Höhe von bis zu drei Metern. Mehr als 1000 Einsätze von Lebensrettern sind auf diesen Wellengang in dem US-Bundesstaat zurückzuführen. Die mit dem Hurrikan assoziierte Feuchtigkeit führte in Teilen Arizonas zu andauernden Regenfällen mit örtlichen Überschwemmungen.

## Sturmverlauf

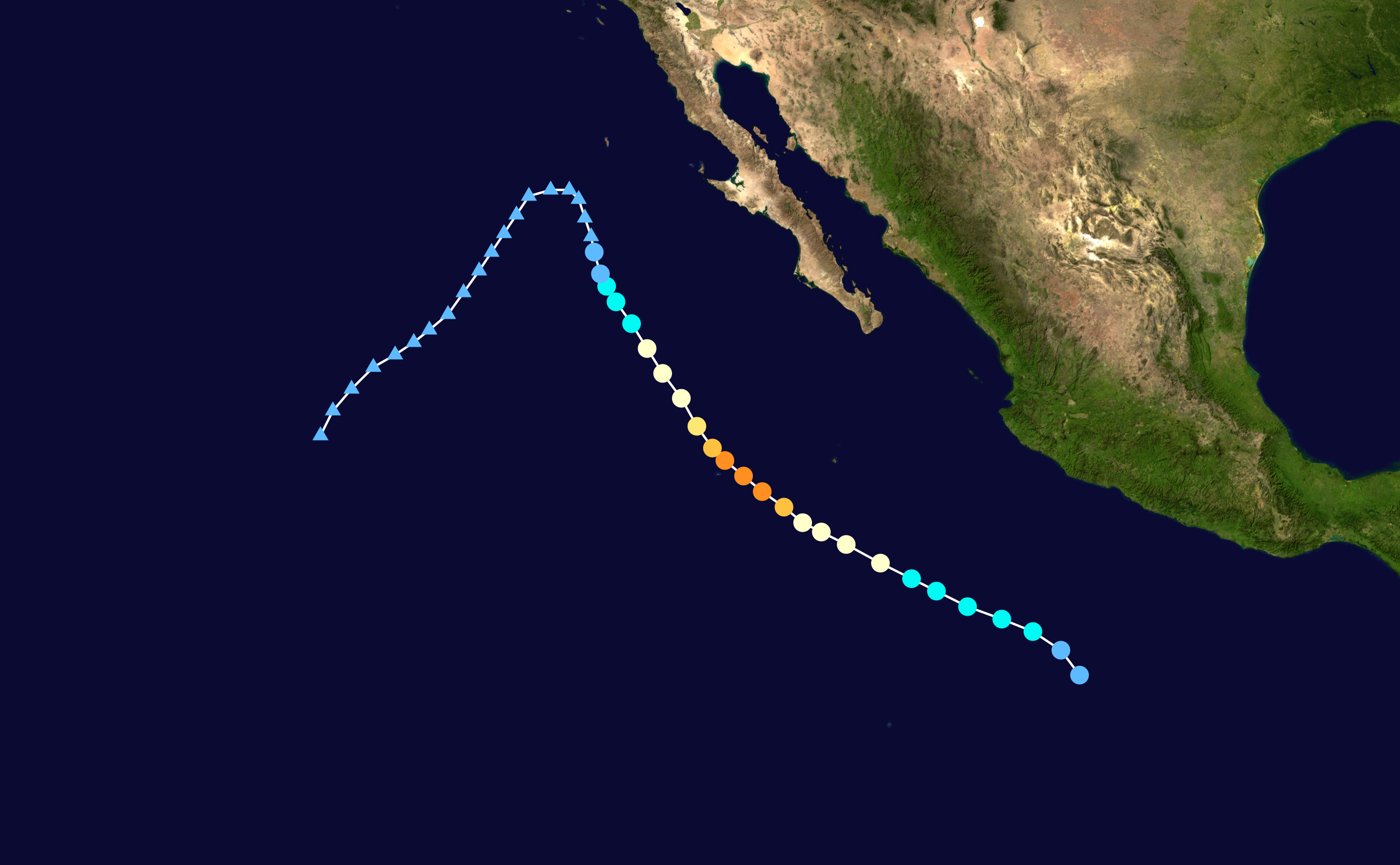
Zugbahn von Hurrikan Howard

Der Ursprung von Hurrikan Howard liegt in einer tropischen Welle, die sich am 18. August von der Küste Westafrikas löste. Die Welle wanderte über den Atlantischen Ozean und das Karibische Meer, ohne wesentliche Konvektion an sich zu binden. In der westlichen Karibik entwickelte sich dann eine schlecht Konvektion. bevor die Welle Zentralamerika überquerte und in den östlichen Pazifik gelangte. Als das System an der südlichen Küste Mexikos entlang zog, gewann die Welle mehr und mehr an Organisation. Es wurde bestimmt, dass die Welle am 30. August um 12:00 Uhr UTC ein tropisches Tiefdruckgebiet erzeugte, etwa 645 km südsüdwestlich von Acapulco, Mexico. Das Tropische Tiefdruckgebiet Elf-E wanderte aufgrund der steuernden Einflüsse durch einen subtropischen Rücken west-nordwestwärts. In den ersten Stunden nach der Bildung des tropischen Tiefdruckgebietes fehlte es im Zentrum an tiefer Konvektion, dennoch waren die Bedingungen schließlich für die Entwicklung des tropischen Wirbelsturmes günstig, darunter eine warme Wasseroberfläche und nur geringe Windscherung.
Aufgrund der verbesserten Organisierung des Systems und der Bildung von Bandstrukturen stufte das National Hurricane Center (NHC) das Tiefdruckgebiet am 31. August um 00:00 Uhr UTC zum Tropischen Sturm Howard auf. Ein subtropisches Hochdruckgebiet über dem Süden Kaliforniens steuerte den Sturm in nordwestlicher Richtung. In der Frühe des folgenden Tages stellte das NHC aufgrund der günstigen Bedingungen in der Umgebung eine achtzigprozentige Chance auf eine rapide Intensivierung fest. Aufgrund der Bildung eines Auges stufte das NHC Howard am 1. September 675 km südwestlich von Manzanillo, Colima zu einem Hurrikan hoch. Im Tagesverlauf wurde Howards Auge auf Satellitenbildern erkennbar, ein kleines Auge, das von einem symmetrischen Ring mit tiefer Konvektion umgeben war. Am 2. September um 6:00 Uhr UTC setzte das NHC Howard in die Kategorie 2 hoch, da die andauernden Windgeschwindigkeiten über erreichte Howard seine größte Intensität am unteren Ende der Kategorie 4 der Saffir-Simpson-Hurrikan-Windskala, dessen Windgeschwindigkeit 220 km/h betrug. Zu diesem Zeitpunkt lag das Zentrum des Hurrikans etwa 660 km südsüdwestlich der Südspitze Niederkaliforniens.

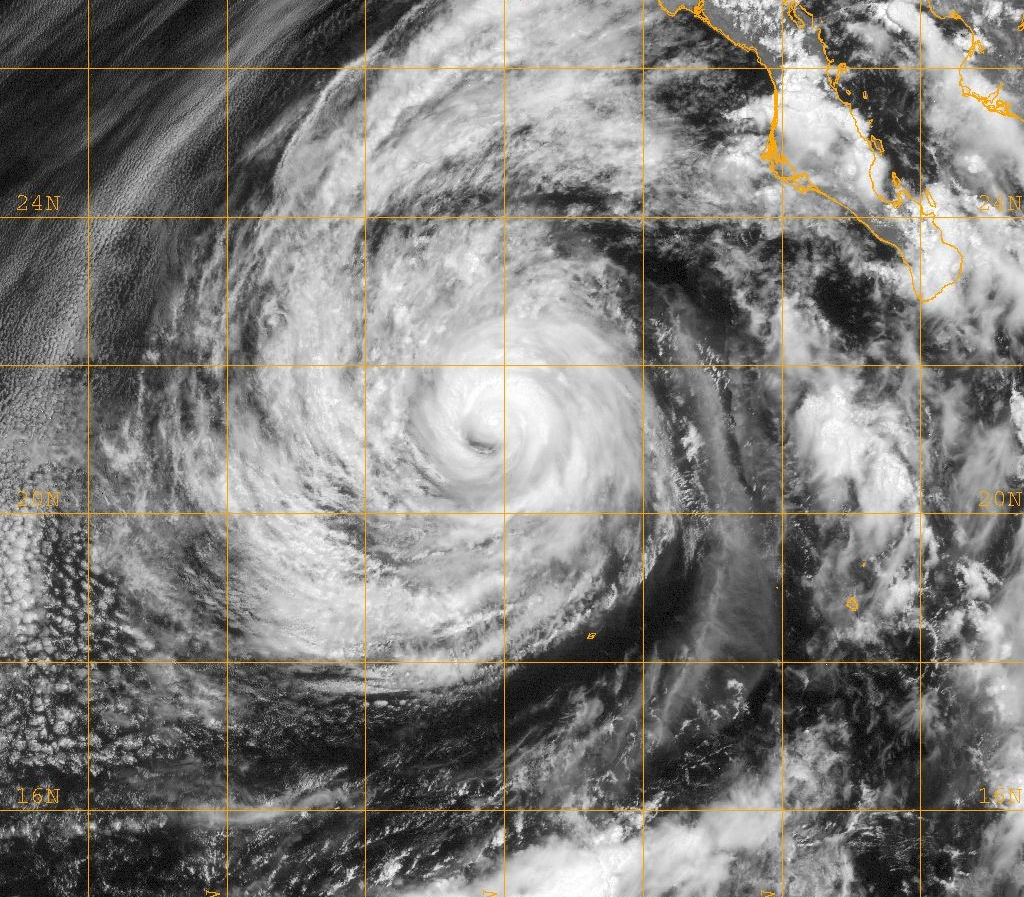
Hurrikan Howard in der Abschwächungsphase am 3. September

Nicht sehr lange nach dem Erreichen der Spitzenintensität gelangte der Sturm über kühleres Wasser, sodass die Augenwand zu zerfallen begann und die Wolkenoberdecke sich erwärmte. Am nächsten Tag war das Auge auf den Satellitenbildern nicht mehr sichtbar und der Howard wurde zu einem Kategorie-2-Hurrikan zurückgestuft. Der Sturm schwächte sich auch weiter rasch ab und erreicht am 4. September um 12:00 Uhr UTC nur noch die Stärke eines tropischen Sturmes. Im Tagesverlauf wurde die mit dem Sturm verbundene Konvektion vom Zirkulationszentrum getrennt. In der Frühe des 5. Septembers hatte sich Howard zu einem tropischen Tiefdruckgebiet abgeschwächt, dass sich einige Zeit später zu einem konvektionslosen Resttief wandelte, etwa 425 km westsüdwestlich von Punta Eugenia. Dieses Resttief zog zunächst weiter nach Nordosten, bevor es am nächsten Tag eine Wendung in südwestliche Richtung einschlug. Das Tiefdruckgebiet zog noch bis zu seiner Auflösung am 10. September etwa 1850 km westlich von Cabo San Lucas in dieser Richtung weiter.

## Auswirkungen
Weil Howard weitab vom Land blieb, wurden für die Küsten keine Sturmwarnungen ausgegeben. Ein Schiff, die Strong Virginian, berichtete am 4. September um 6:00 Uhr UTC andauernde Windgeschwindigkeiten von 68 km/h. Entlang der Küste Niederkaliforniens wurde eine Wellenhöhe von 4,8–5,4 m beobachtet. Aufgrund des Wellengangs wurde den Wasserfahrzeugen empfohlen, in den Häfen zu verbleiben. In den bergigen Gebieten Niederkaliforniens führte Starkregen zu Sturzfluten, wodurch mehrere Straßen in San José del Cabo weggespült wurden. Der Regen war andererseits auch nützlich beim Auffüllen von Trinkwasserspeichern auf der Halbinsel. Durch die Auswirkungen des Sturms wurden rund 2000 Hektar landwirtschaftliche Nutzfläche und in vier Gemeinden insgesamt 48 Häuser beschädigt. Die Regierung stellte vorübergehende Unterkünfte zur Verfügung. Insgesamt stellte der mexikanische Zivilschutz Mittel für 393 von Howard betroffene Familien zur Verfügung.
Die hohen Wellen machten im Orange County über eintausend Einsätze von Lebensrettern erforderlich. Aufgrund der hohen Temperaturen im Süden Kaliforniens, die teilweise über 38 °C erreichten, besuchten während des Labour-Day-Wochenendes mehr als eine halbe Million Menschen die Strände des Bundesstaates. Bei einem Zwischenfall mussten 25 Personen gerettet werden, die durch 2,4–3 m hohe Wellen überrascht wurden. Die Behörden im San Bernardino County forderten die Bewohner auf, Vorsichtsmaßnahmen vor Sturzfluten und Überschwemmungen zu ergreifen, da die Feuchtigkeit der Ausläufer des Hurrikans zu starken Regenfällen führen und nach den Waldbränden des Jahres 2003 durch die fehlende Vegetation das Erdreich Regenwasser nicht zurückhalten konnte. Den Bewohnern wurde empfohlen, Sandsäcke vorzubereiten, den Stand ihrer Notvorräte zu überprüfen und Maßnahmen für eine erforderliche Flucht zu ergreifen. Die Wetterprognosen gingen auch von stärkeren Regenfällen in Teilen des Bundesstaates Arizona aus. Letztlich wurden dort jedoch nur örtlich Regenfälle verzeichnet.
Aufgrund des Fehlens wesentlicher Auswirkungen auf Land wurde der Name Howard nicht von der Liste der Namen tropischer Wirbelstürme gestrichen und ist für die pazifische Hurrikansaison 2010 wieder als Name für den achten benannten tropischen Sturm vorgesehen.